# ژوزه کارلوس ده آلمیدا
ژوزه کارلوس ده آلمیدا (انگلیسی: José Carlos de Almeida؛ ۱۴ نوامبر ۱۹۶۷ – ۲۵ اکتبر ۲۰۲۴) یک بازیکن فوتبال اهل برزیل بود.
وی سابقه بازی در تیم‌هایی همچون باشگاه فوتبال سان خوزه، باشگاه فوتبال سائو پائولو و باشگاه فوتبال گرمیو و همچنین یک بازی ملّی برای تیم ملی فوتبال برزیل را در کارنامه خود دارد.